# فردریک هرپوئل
فردریک هرپوئل (انگلیسی: Frédéric Herpoel؛ زادهٔ ۱۶ اوت ۱۹۷۴) دروازه‌بان فوتبال اهل بلژیک است. از باشگاه‌هایی که در آن بازی کرده‌است می‌توان به خنت و اندرلشت اشاره کرد.
وی همچنین در تیم ملی فوتبال بلژیک بازی کرده‌است. و از اعضای این تیم در جام جهانی فوتبال ۲۰۰۲ بوده‌است.